# 550 î.Hr.
Milenii: Mileniul al II-lea î.Hr. - Mileniul I î.Hr. - Mileniul I
Secole: Secolul al VII-lea î.Hr. - Secolul al VI-lea î.Hr. - Secolul al V-lea î.Hr.
Decenii: Anii 600î.Hr. Anii 590.Hr. Anii 580.Hr. Anii 570 î.Hr. Anii 560 î.Hr. - Anii 550 î.Hr. - Anii 540 î.Hr. Anii 530 î.Hr. Anii 520 î.Hr. Anii 510 î.Hr. Anii 500 î.Hr.
Ani: 550 î.Hr. 549 î.Hr. 548 î.Hr. 547 î.Hr. 546 î.Hr. - 545 î.Hr. - 544 î.Hr. 543 î.Hr. 542 î.Hr. 541 î.Hr. 540 î.Hr.

## Arte, științe, literatură și filosofie
- A fost construit templul Zeiței Artemis.

## Nașteri
- Darius I (Darius cel Mare), rege al Persiei (d. 486 î.Hr.)